# Landigou
Landigou – miejscowość i gmina we Francji, w regionie Normandia, w departamencie Orne.
Według danych na rok 1990 gminę zamieszkiwały 443 osoby, a gęstość zaludnienia wynosiła 83 osoby/km² (wśród 1815 gmin Dolnej Normandii Landigou plasuje się na 477. miejscu pod względem liczby ludności, natomiast pod względem powierzchni na miejscu 855.).